# Linea Echigo

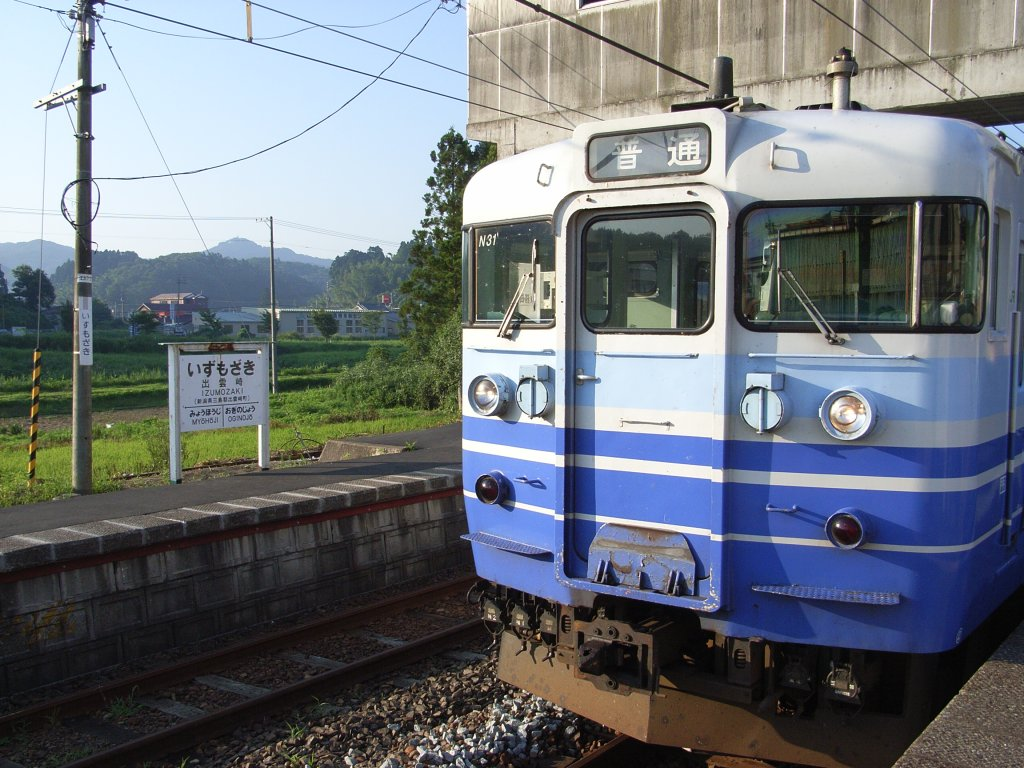
Treno della serie E115

La linea Echigo (越後線?, Echigo-sen) è una linea ferroviaria giapponese a carattere regionale gestita dalla JR East a scartamento ridotto che collega le stazioni di Niigata nella città omonima e di Kashiwazaki, a Kashiwazaki. La linea si trova interamente nella prefettura di Niigata, e il nome si riferisce all'antica provincia di Echigo (越後).

## Servizi
Sebbene tutti la maggior parte dei servizi provengano o siano diretti da/alla stazione di Niigata, le operazioni vengono divise nei segmenti Kashiwazaki - Yoshida e Yoshida - Niigata. Alcuni treni percorrono tutta la linea e proseguono oltre, verso Niitsu attraverso la linea principale Shin'etsu, verso Shibata sulla linea Hakushin o per Higashi-Sanjō sulla linea Yahiko.
Fra Kashiwazaki e Yoshida il quadro orari vede un vuoto di circa tre ore senza alcun treno. Fra Niigata e Uchino ci sono generalmente tre treni all'ora e uno o due per Yoshida.

## Stazioni
- Tutte le stazioni si trovano nella prefettura di Niigata.
- I treni possono incrociarsi presso le stazioni indicate dal simbolo "◇", "∨" e "∧"; non possono incrociarsi in presenza di "｜".

| Stazione            | Giapponese | Distanza | Distanza | Collegamenti                                                                                 |    | Posizione           |
| Stazione            | Giapponese | Interst. | Totale   | Collegamenti                                                                                 |    | Posizione           |
| ------------------- | ---------- | -------- | -------- | -------------------------------------------------------------------------------------------- | -- | ------------------- |
| Kashiwazaki         | 柏崎       | -        | 0.0      | ■ Linea principale Shin'etsu                                                                 | ∨  | Kashiwazaki         |
| Higashi-Kashiwazaki | 東柏崎     | 1.6      | 1.6      |                                                                                              | ｜ | Kashiwazaki         |
| Nishi-Nakadōri      | 西中通     | 3.4      | 5.0      |                                                                                              | ｜ | Kashiwazaki         |
| Arahama             | 荒浜       | 1.6      | 6.6      |                                                                                              | ｜ | Kariwa              |
| Kariwa              | 刈羽       | 3.3      | 9.9      |                                                                                              | ｜ | Kariwa              |
| Nishiyama           | 西山       | 2.9      | 12.8     |                                                                                              | ◇  | Kashiwazaki         |
| Raihai              | 礼拝       | 2.2      | 15.0     |                                                                                              | ｜ | Kashiwazaki         |
| Ishiji              | 石地       | 3.7      | 18.7     |                                                                                              | ｜ | Kashiwazaki         |
| Oginojō             | 小木ノ城   | 4.0      | 22.7     |                                                                                              | ｜ | Izumozaki Santō     |
| Izumozaki           | 出雲崎     | 2.1      | 24.8     |                                                                                              | ◇  | Izumozaki Santō     |
| Myōhōji             | 妙法寺     | 4.6      | 29.4     |                                                                                              | ｜ | Nagaoka             |
| Ojimaya             | 小島谷     | 3.0      | 32.4     |                                                                                              | ◇  | Nagaoka             |
| Kirihara            | 桐原       | 3.8      | 36.2     |                                                                                              | ｜ | Nagaoka             |
| Teradomari          | 寺泊       | 2.8      | 39.0     |                                                                                              | ◇  | Nagaoka             |
| Bunsui              | 分水       | 2.5      | 41.5     |                                                                                              | ◇  | Tsubame             |
| Aouzu               | 粟生津     | 4.3      | 45.8     |                                                                                              | ｜ | Tsubame             |
| Minami-Yoshida      | 南吉田     | 2.0      | 47.8     |                                                                                              | ｜ | Tsubame             |
| Yoshida             | 吉田       | 2.0      | 49.8     | ■ Linea Yahiko                                                                               | ◇  | Tsubame             |
| Kita-Yoshida        | 北吉田     | 1.9      | 51.7     |                                                                                              | ｜ | Tsubame             |
| Iwamuro             | 岩室       | 2.1      | 53.8     |                                                                                              | ｜ | Nishikan-ku Niigata |
| Maki                | 巻         | 4.0      | 57.8     |                                                                                              | ◇  | Nishikan-ku Niigata |
| Echigo-Sone         | 越後曽根   | 4.6      | 62.4     |                                                                                              | ◇  | Nishikan-ku Niigata |
| Echigo-Akatsuka     | 越後赤塚   | 2.5      | 64.9     |                                                                                              | ◇  | Nishi-ku Niigata    |
| Uchino-Nishigaoka   | 内野西が丘 | 3.8      | 68.7     |                                                                                              | ｜ | Nishi-ku Niigata    |
| Uchino              | 内野       | 1.6      | 70.3     |                                                                                              | ◇  | Nishi-ku Niigata    |
| Niigata Daigaku-mae | 新潟大学前 | 2.0      | 72.3     |                                                                                              | ｜ | Nishi-ku Niigata    |
| Terao               | 寺尾       | 2.1      | 74.4     |                                                                                              | ◇  | Nishi-ku Niigata    |
| Kobari              | 小針       | 1.9      | 76.3     |                                                                                              | ◇  | Nishi-ku Niigata    |
| Aoyama              | 青山       | 1.4      | 77.7     |                                                                                              | ｜ | Nishi-ku Niigata    |
| Sekiya              | 関屋       | 1.5      | 79.2     |                                                                                              | ◇  | Chūō-ku Niigata     |
| Hakusan             | 白山       | 1.5      | 80.7     |                                                                                              | ◇  | Chūō-ku Niigata     |
| Kamitokoro          | 上所       | 1.6      | 82.3     |                                                                                              | ∧  | Chūō-ku Niigata     |
| Niigata             | 新潟       | 1.5      | 83.8     | Jōetsu Shinkansen ■ Linea principale Shin'etsu ■ Linea Hakushin ■ Linea Ban'etsu occidentale | ∧  | Chūō-ku Niigata     |

## Materiale rotabile

### Attuale
- Serie 115
- Serie E127

### Ritirato
- Serie 165